# Distrito de Chugur
El Distrito de Chugur es uno de los tres que conforman la provincia de Hualgayoc, del departamento de Cajamarca, bajo la administración del Gobierno Regional de Cajamarca. 
Desde el punto de vista jerárquico de la Iglesia católica forma parte de la diócesis de Cajamarca, sufragánea de la arquidiócesis de Trujillo.
Tiene diversidad de cultura gastronomíca y un poco turismo, una pequeña ciudad no muy comercial.

## Historia
En la Colonia, según el profesor Carlos Díaz, el territorio de Chugur fue parte del latifundio del español Francisco García de Montenegro, quien edificó su vivienda en la Pampa de Potrerillo, sector de Ramírez. Lo heredó su hijo Juan Montenegro, quien después de un largo juicio ganó la hacienda que se denominaba Ichuclla Chugur y que incluía tres sentamientos de nativos en los lugares de Azufre, Pampa Grande y Perlamayo Tres Lagunas. Estos españoles se habrían dedicado a la ganadería y la minería.
Administrativamente, Chugur pertenecía a la provincia y posteriormente Partido de Huambos.
Al constituirse la República, formó parte del distrito de Hualgayoc, provincia de Chota; y a partir del 24 de agosto de 1 870, a la provincia de Hualgayoc.
Este distrito fue creado por Ley N.º 2207 del 29 de noviembre de 1915, con los centros poblados de Chugur, Perlamayo, Tacamache y Coyunde. Por ley de 1944 se le anexó los poblados de Polulo y Ninabamba, lo que no fue aceptado por los pueblos en mención ni por los gestores de la provincia de Santa Cruz; el año de 1950 se derogó dicha ley y ambos pueblos pasaron a formar la provincia de Santa Cruz.

## Población
Tiene una población aproximada de 2920 habitantes (INEI 2017).

## Capital
La capital distrital es el pueblo de Chugur, situado al NO del cerro Mirador, sobre una pequeña meseta cortada por los ríos Tacamache y Perlamayo, se encuentra a 2.753 m s.n.m. y entre los 6° 40′ 3″ de latitud S. y los 18° 44′ 13″ de longitud O. Está rodeado por verdes y bellos paisajes, cubiertos de pastos y arbustos.
Sus caserios son: Ramírez, El Chencho, Tacamache, Coyunde Grande, Coyunde Palma, Perlamayo Tambillo Bajo, Perlamayo Tambillo Alto, Perlamayo Capilla, Perlamayo Tres Lagunas, Nuevo Perú, El Tingo, La Palma, La Colpa, El Paraíso y Pampa Grande.

## Autoridades

### Municipales
- 2019 - 2022[3]
  - Alcalde: José Ualverto Vargas Paredes, de El Frente Amplio por Justicia, Vida y Libertad.
  - Regidores:

  1. José Feliberto Estela Silva (El Frente Amplio por Justicia, Vida y Libertad)
  2. Silverio Estela Cubas (El Frente Amplio por Justicia, Vida y Libertad)
  3. Bertila Díaz Cubas (El Frente Amplio por Justicia, Vida y Libertad)
  4. Nicolás Longobardo Coronel Díaz (El Frente Amplio por Justicia, Vida y Libertad)
  5. Joselito Coronel Pérez (Alianza para el Progreso)

Alcaldes anteriores
- 2011 - 2014:[4] Vidal García Efus, del Movimiento de Afirmación Social (MAS).
- 2007 - 2010: Vidal García Efus, del Movimiento de Afirmación Social (MAS).

### Policiales
- Comisario:   PNP.